# 알도스

D-글리세르알데하이드의 피셔 투영식

알도스(aldose)는 분자 내에 하나의 알데하이드기를 가지고 있는 단당류이며 화학식은 Cn(H2O)n이다. 모든 알도스 가운데 가장 단순한 형태는 세 개의 탄소 원자를 가진 글리세르알데하이드이다.
알도스는 적어도 하나의 비대칭 탄소 중심을 가지므로 탄소 원자가 세 개 이상인 알도스는 입체이성질체를 나타낸다. 입체 중심을 가진 알도스는 D-형태 또는 L-형태로 존재할 수 있다. 입체 배열은 두 번째 탄소(알데하이드에서 두 번째로 먼 것)의 분자 비대칭성(키랄성)에 의해 결정되는데, 피셔 투영의 오른쪽에 하이드록시기가 있으면 D- 알도스, 왼쪽에 하이드록시기가 있으면 L-알도스를 생성한다. 생물체는 L-알도스보다는 D-알도스를 인식하는 경향이 있다.
알도스의 예로 글리세르알데하이드, 에리트로스, 트레오스, 리보스, 아라비노스, 자일로스, 릭소스, 알로스, 알트로스, 글루코스, 만노스, 굴로스, 이도스, 갈락토스, 탈로스가 있고, 이들은 하나의 알데하이드를 가지고 있다. 이들은 단지 탄소 골격의 탄소 수가 다를 뿐이며, 모두 생화학에서 중요한 역할을 수행한다.
알도스는 케토스와는 달리 카보닐기가 탄소 사슬 중간에 있지 않고, 탄소 사슬 끝부분에 있다. 알도스와 케토스는 셀리바노프 반응을 통해 화학적으로 구별될 수 있다. 셀리바노프 반응에서 알도스는 느린 속도로 반응하고 밝은 분홍색을 띠는 반면, 케토스는 레조르시놀과 반응하여 짙은 붉은 색을 띄게 된다. 반응 후 색깔의 차이를 통해 알도스와 케토스를 구별할 수 있다. 알도스는 로브리 드 브로인 전이를 통해 케토스로 이성질화 될 수 있다. 알도스와 케토스는 구조가 다르고 또한 하는 역할도 다르다. 알도스는 케토스로 이성질화되는 경향이 있다.

## 알도스의 목록
|  |

- 삼탄당: 글리세르알데하이드
- 사탄당: 에리트로스, 트레오스
- 오탄당: 리보스, 아라비노스, 자일로스, 릭소스
- 육탄당: 알로스, 알트로스, 글루코스, 만노스, 굴로스, 이도스, 갈락토스, 탈로스

## 같이 보기
- 단당류
- 케토스
- 에피머